# Regió Metropolitana de Santiago
La regió Metropolitana de Santiago és una de les 16 regions de Xile, formada al voltant de la capital, Santiago. Limita al nord amb la regió de Valparaíso, al sud amb la regió d'O'Higgins i a l'est amb l'Argentina.
Ubicada al centre del país, limita al nord ia l'oest amb la regió de Valparaíso, a l'est amb la província de Mendoza a Argentina i al sud amb la regió d'O'Higgins.

## Descripció
Amb una superfície de 15 403,2 km², és la segona més petita de totes les regions i també la més habitada, amb una població de 8 420 729 hab segons el cens de l'any 2024. És la 59a major àrea metropolitana del món. La regió està formada per les províncies de Chacabuco, Serralada, Maipo, Melipilla, Santiago i Talagante, amb un total de 52 comunes, la gran majoria d'elles enterament urbanes i d'altres amb una part rural.
La Regió Metropolitana de Santiago es divideix en les següents províncies, cadascuna de les quals consta de diverses comunes:
- Chacabuco: Colina (la capital), Lampa i Tiltil
- Cordillera: Pirque, Puente Alto (la capital) i San José de Maipo
- Maipo: San Bernardo (la capital), Buin, Calera de Tango, Paine i San Bernardo
- Melipilla: Alhué, Curacaví, María Pinto, Melipilla (la capital) i San Pedro
- Santiago: Cerrillos, Cerro Navia, Conchalí, El Bosque, Estación Central, Huechuraba, Independencia, La Cisterna, La Granja, La Florida, La Pintana, La Reina, Las Condes, Lo Barnechea, Lo Espejo, Lo Prado, Macul, Maipú, Ñuñoa, Pedro Aguirre Cerda, Peñalolén, Providencia, Pudahuel, Quilicura, Quinta Normal, Recoleta, Renca, San Miguel, San Joaquín, San Ramón, Santiago (la capital) i Vitacura
- Talagante: El Monte, Isla de Maipo, Padre Hurtado, Peñaflor i Talagante (la capital).